# Grigorij Wojtinski

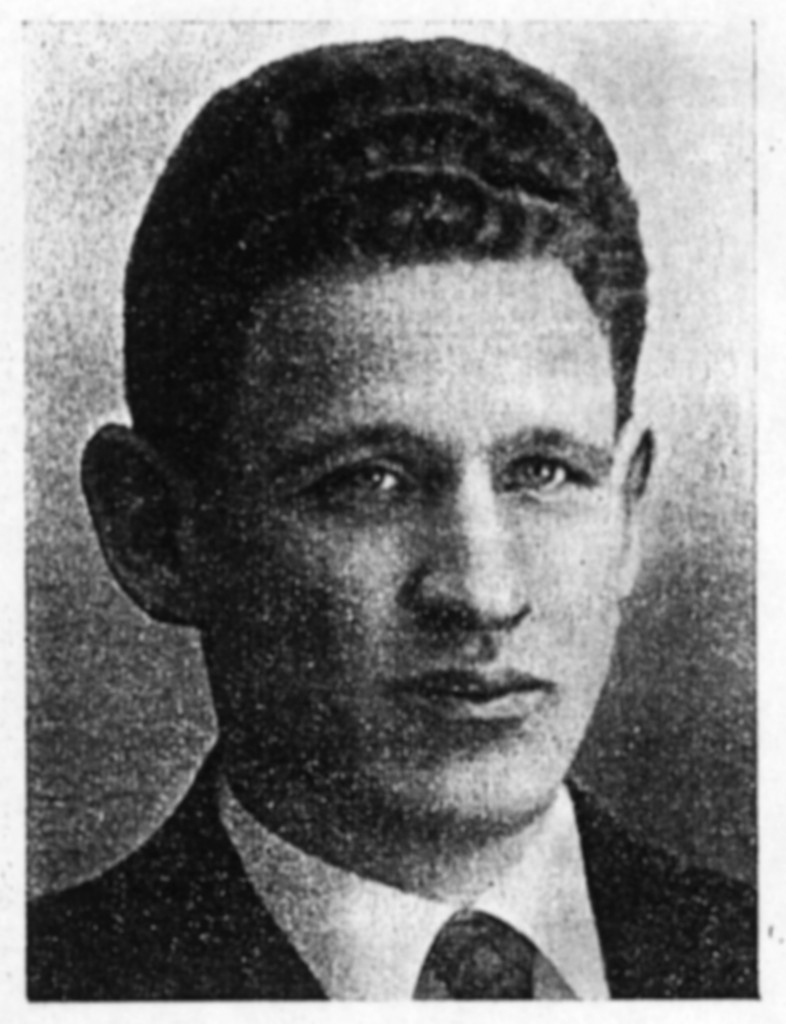
Grigorij Naumowicz Wojtinski

Grigorij Naumowicz Wojtinski, ros. Григорий Наумович Войтинский (ur. 17 kwietnia 1893 w Newlu, zm. 11 czerwca 1953 w Moskwie) – członek RKP(b) i WKP(b), działacz kominternowski.
W sierpniu 1919 roku rozpoczęła się akcja, prowadzona przez założony w marcu tego roku Komintern, mająca na celu rozpropagowanie idei komunistycznej w Chinach. Po zajęciu środkowej Syberii przez bolszewików w kwietniu 1920 roku do Chin został wysłany Grigorij Wojtinski, w roli koordynatora i inicjatora procesu formowania się partii komunistycznej w Chinach. W maju tego roku, w Szanghaju nawiązał on kontakt z Chenem Duxiu, czołowym marksistą Chin, a jednocześnie profesorem na pekińskim uniwersytecie. Chen stanął na czele siedmioosobowej komórki, której pierwszym krokiem było rozpoczęcie wydawania pisma The Communist. Partia została powołana w sierpniu 1920 roku. Po tym wydarzeniu Wojtinski wyjechał z Chin, jego miejsce zajął Holender Hendricus Sneevliet, który był obecny na pierwszym zjeździe KPCh na przełomie czerwca i lipca 1921 roku. Wojtinski wrócił jeszcze do Chin w 1925 roku brał udział w IV Zjeździe KPCh.